# 菖蒲神社 (久喜市)
菖蒲神社（しょうぶじんじゃ）は、埼玉県久喜市の神社。

## 歴史
創建年代は不明である。ただ当社は菖蒲城の城主佐々木氏の陣屋跡のそばに位置しており、近くには別当寺の吉祥院があることから、室町時代に佐々木氏によって創建されたものと推測される。
1870年（明治3年）、近代社格制度に基づく「村社」に列せられ、1909年（明治42年）と1913年（大正2年）の神社合祀により、周辺の神社が合祀されたが、その後合祀された神社の多くは、元に戻されている。

## 文化財
- 菖蒲のフジ（埼玉県指定天然記念物 昭和27年3月31日指定）[3]
- 菖蒲神社絵馬（久喜市指定文化財 平成4年3月23日指定）[4]

## 交通アクセス
- 路線バス菖蒲神社前停留所より徒歩2分。